# シュガーソングとビターステップ
「シュガーソングとビターステップ」は、UNISON SQUARE GARDENの10thシングル。2015年5月20日に発売された。発売元はトイズファクトリー。

## 制作とリリース
表題曲「シュガーソングとビターステップ」はテレビアニメ『血界戦線』のエンディングテーマとして書き下ろされた。冒頭の歌詞とメロディーができた理由について田淵は「原作の1ページ目に、ガチャガチャしてる街の中で主人公が “平和だ、とても平穏だ” っていう事を言っていて。僕はすごく違和感があったのね。“いや平穏じゃないだろ！ガチャガチャしてるじゃねーか” って思ったのからAメロの“超天変地異みたいな狂騒にも慣れて こんな日常を平和と見間違う”っていう歌詞がメロディーと一緒に出てきた」と語っている。ボイスSEは小林康太によって製作されている。
前作『harmonized finale』より約1年3か月ぶりのリリースであり、アルバム『Catcher In The Spy』のリリース後、初のシングルである。初回限定盤は、同年3月に開催された「fun time ACCIDENT 2」全4公演で録音したライブ音源8曲を収録したCDが付属する。
この楽曲で前作に続き、『ミュージックステーション』(テレビ朝日系) に2度目、3度目の登場となった（2015年6月5日放送分、2016年7月8日放送分）。また、2021年9月には斎藤が単独で出演し、ハラミちゃんとのコラボで本楽曲をセッションした。

## 評価
- Amazonランキング大賞2015「デジタルミュージック」 - 総合部門1位[8]
- 2015年JOYSOUND年間アニメソングランキング - 11位[9]
- 2015年USEN HIT J-POPランキング - 13位[10]
- 「2015年1番思い出に残っている曲」ランキング（CD＆DLでーた） - 4位[11]
- ニュータイプアニメアワード2015 - 特別賞[注 1]
- 聴くともっともテンションが上がるアニソン（キャラペディア） - 8位[12]
- 『カウントダウンLIVE アニソン ベスト100!』（2017年2月18日放送（NHK BSプレミアム）） - 9位[13]
- 平成アニソン大賞（2019年3月1日発表） - アーティストソング賞（2010年 - 2019年）[14]

## チャート成績
オリコン週間シングルチャートでは初登場5位を記録し、自己最高記録を更新した。発売後に各CDショップで売り切れが続出するなど、シングルとしては最高売上を記録している。また、シングルダウンロードランキングでは1位を記録し、その後もロングヒットを続けている。2016年9月時点でダウンロード数は50万を超え、一般社団法人日本レコード協会の2016年9月度有料音楽配信認定作品としてダブル・プラチナ認定されている。
2015年5月25日付にビルボードジャパンにチャートイン。同年6月4月付Billboard Japan Hot 100では1位を獲得した。その後6月24日付のアニメチャートで1位に返り咲き。その後もランクインし続け、2016年4月20日現在46週連続ランクインしている。
moraの2015年上半期ダウンロードランキングにて6位を獲得。年間では総合2位、アニソンシングルとしては1位。

## カバー
- シュガーソングとビターステップ
  - 鹿乃 - 2017年にアルバム『アルストロメリア』でカバー。
  - 佐香智久 - 2018年にアルバム『キミの耳にラブソングを』でカバー。
  - ハロー、ハッピーワールド!［弦巻こころ（伊藤美来）］ - ゲーム『バンドリ! ガールズバンドパーティ!』でカバー[23]。
  - 富士葵 - 2019年に配信限定カバーアルバム『声 〜Cover ch.〜』でカバー。
  - Mia REGINA - 2019年にアルバム『RE! RE!! RE!!!』でカバー。
  - 堂島孝平 - 2019年にトリビュートアルバム『Thank you, ROCK BANDS! 〜UNISON SQUARE GARDEN 15th Anniversary Tribute Album〜』でカバー。
  - 佐咲紗花 - 2020年にアルバム『SAYAKAVER.2』でカバー。
  - ヒーラーガールズ - 2021年にアルバム『Voices vol.2 〜アニソンコーラスカバーアルバム〜』でカバー。
  - Argonavis [白石万浬（橋本祥平）] - 2019年5月17日に開催された『BanG Dream! Argonavis 1st LIVE』で披露[24]。

## 収録曲

### CD Disc1
| 全作詞・作曲: 田淵智也、全編曲: UNISON SQUARE GARDEN。 |                                    |          |            |      |
| #                                                      | タイトル                           | 作詞     | 作曲・編曲 | 時間 |
| 1.                                                     | 「シュガーソングとビターステップ」 | 田淵智也 | 田淵智也   | 4:14 |
| 2.                                                     | 「シグナルABC」                    | 田淵智也 | 田淵智也   | 3:14 |
| 3.                                                     | 「東京シナリオ」                   | 田淵智也 | 田淵智也   | 4:39 |
| 合計時間:                                              | 合計時間:                          | 12:07    |            |      |

### CD Disc2 (初回限定盤)
| #         | タイトル                       | 作詞  | 作曲・編曲 | 時間 |
| --------- | ------------------------------ | ----- | ---------- | ---- |
| 1.        | 「シューゲイザースピーカー」   |       |            | 5:03 |
| 2.        | 「シャンデリア・ワルツ」       |       |            | 4:54 |
| 3.        | 「Miss.サンディ」              |       |            | 5:37 |
| 4.        | 「さよならサマータイムマシン」 |       |            | 4:28 |
| 5.        | 「デイライ協奏楽団」           |       |            | 4:51 |
| 6.        | 「サイレンインザスパイ」       |       |            | 2:45 |
| 7.        | 「何かが変わりそう」           |       |            | 4:36 |
| 8.        | 「アイラブニージュー」         |       |            | 4:59 |
| 合計時間: | 合計時間:                      | 37:13 |            |      |